# Matt Butcher (Fußballspieler)
Matthew David „Matt“ Butcher (* 14. Mai 1997 in Portsmouth) ist ein englischer Fußballspieler. Der defensive Mittelfeldspieler, der auch als Innenverteidiger eingesetzt werden kann, entstammte der Jugendarbeit des Erstligisten AFC Bournemouth.

## Karriere
Nachdem sich Butcher im Alter von 13 Jahren der Jugendabteilung des AFC Bournemouth angeschlossen hatte, durchlief er in den folgenden Jahren die Altersklassen-Auswahlen bis hinauf zur U-21 der „Cherries“. Seine erlernte Position befand sich zumeist im defensiven Mittelfeld und er gab Frank Lampard als sein Vorbild an, dem er seit Kindesbeinen an nachzueifern versuchte. Am 1. April 2015 erhielt Butcher neben drei anderen Jugendspielern (Joe Quigley, Jordan Lee und Jack Simpson) einen Einjahresvertrag im Profibereich. Am 27. August 2015 debütierte er in der ersten Mannschaft, als er beim 4:0-Ligapokalsieg gegen Hartlepool United eingewechselt wurde. Am 9. Januar 2016 folgte im FA Cup der erste Auftritt in der Startelf, der mit einem 2:1-Erfolg gegen Birmingham City endete. Zuvor hatte er bereits im Non-League-Bereich leihweise in der Conference South bei Gosport Borough (Februar 2015) sowie ab Ende März 2015 für einen Monat in der Southern League bei Poole Town (acht Ligapartien) Spielpraxis gesammelt.
Nächste Leihstation nach seinen Bournemouth-Einsätzen war ab Ende Februar 2016 der Fünftligist FC Woking. Da Butcher dort zu überzeugen wusste, wurde die zunächst für einen Monat gesetzte Frist bis zum Ende der Saison 2015/16 verlängert. In der folgenden Spielzeit 2016/17 ging er weiter zum Viertligisten Yeovil Town und aus dem anfänglich halben Jahr wurde eine ganze Saison mit 34 Ligapartien, in der er mit seiner Mannschaft den Klassenerhalt sicherte.
Im Januar 2020 wurde er an den schottischen Erstligisten FC St. Johnstone verliehen.